# Byasa dasarada
Byasa dasarada är en fjärilsart som först beskrevs av Moore 1857.  Byasa dasarada ingår i släktet Byasa och familjen riddarfjärilar. Inga underarter finns listade i Catalogue of Life.

## Bildgalleri

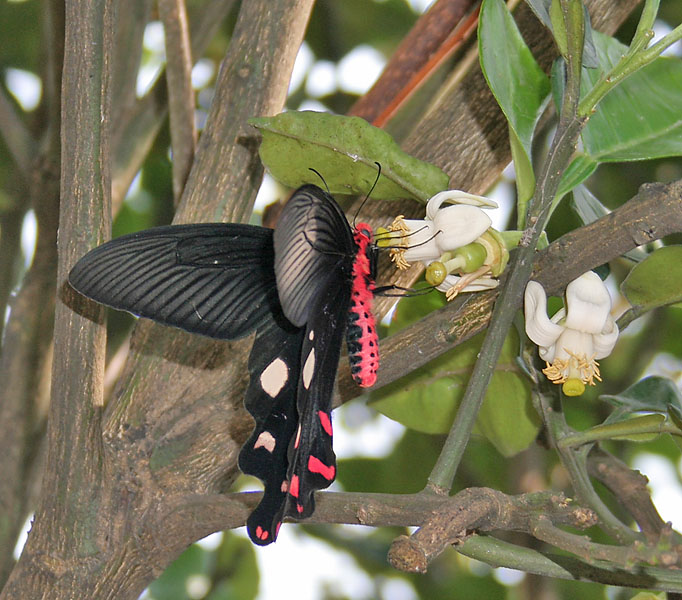
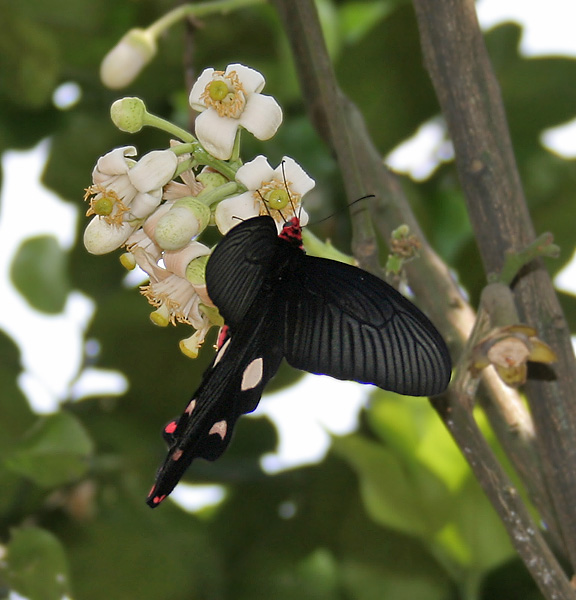
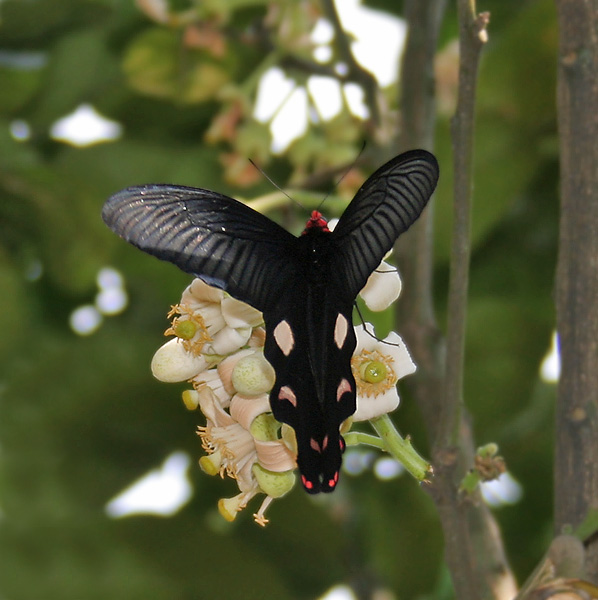
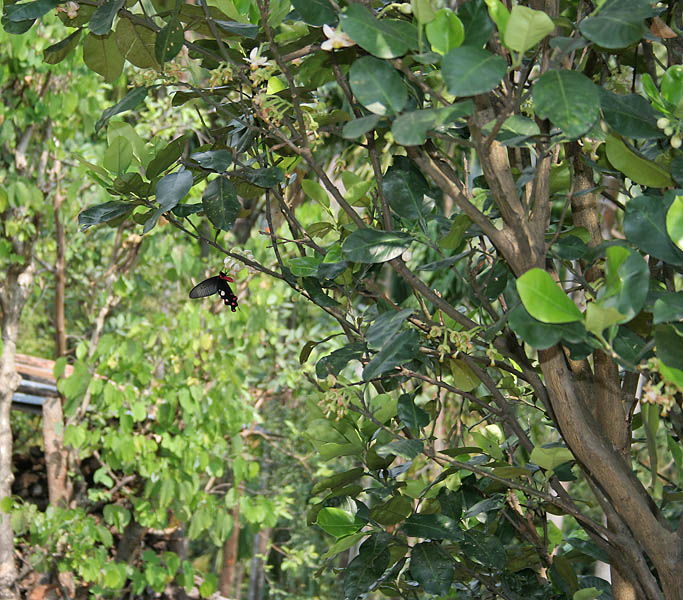
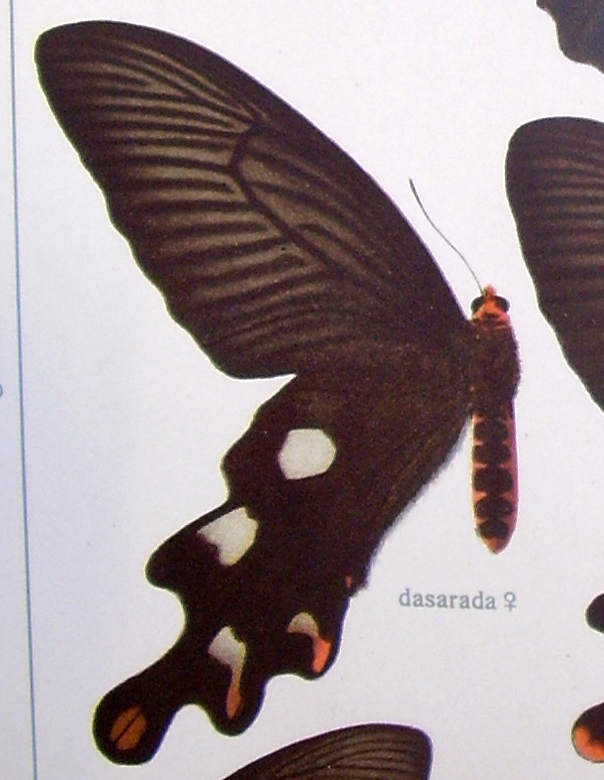